# 파리의 여인
《파리의 여인》(A Woman Of Paris 또는 A Woman of Paris: A Drama of Fate)은 미국에서 제작된 찰리 채플린 감독의 1923년 드라마 영화이다. 에드나 펄비안스 등이 주연으로 출연하였고 찰리 채플린 등이 제작에 참여하였다.

## 출연

### 주연
- 에드나 펄비안스

### 조연
- 클라렌스 길다트
- 칼 밀러
- 리디아 노트
- 찰스 K. 프렌치
- 아돌프 멘주
- 베티 모리시
- 말비나 폴로